# Журовська Яніна Сергіївна
Яніна Сергіївна Яковлева (нар. 15 березня 1982, м. Полтава), у шлюбі Журовська — українська волейболістка, нападаюча. Майстер спорту України.

## Життєпис
Вихованка полтавської волейбольної школи. Перші тренери — Владислав Агасьянц, Татяна Бужинська. Виступала за команди: «Стінол» (Липецьк, Росія), «Галичанка» (Тернопіль), «Галатасарай» (Стамбул, Туреччина), «Расинг» (Канни, Франція), «Сантерамо» (Італія) і «Хімік» (Южне).
Чемпіонка Франції (2007), володарка Кубка Франції (2007), чемпіонка України (2010, 2011), бронзова призерка чемпіонату України (2001, 2002, 2009), володарка Кубка України (2004). Учасниця фіналу Ліги чемпіонів 2006/07. Чемпіонка Європи серед студентських команд (2004).
Виступала за національну і молодіжну збірну України.
Найкращий гравець чемпіонату України (2005).

## Клуби
| Роки      | Команди                 |
| --------- | ----------------------- |
| 1998—2000 | «Стінол» (Липецьк)      |
| 2000—2005 | «Галичанка» (Тернопіль) |
| 2005—2006 | «Галатасарай» (Стамбул) |
| 2006—2007 | «Расинг» (Канни)        |
| 2007—2008 | «Сантерамо»             |
| 2008—2010 | «Галичанка» (Тернопіль) |
| 2010—2011 | «Хімік» (Южне)          |